# George Abbot (écrivain)
Pour les articles homonymes, voir George Abbot et Abbot.
George Abbot (né vers 1603, mort le 2 février 1648) est un écrivain britannique, connu sous le nom « Le Puritain ».

## Biographie
Il était le fils (ou petit-fils) de Sir Thomas Abbot, chevalier de Easington dans le Yorkshire. Il étudia la théologie au Morton College d'Oxford.
En tant que profane et érudit, il occupe une place unique dans la littérature de l'époque. Certains de ses ouvrages ont eu une influence dans la controverse sabbatique de l'époque. Son ouvrage de notes sur les Psaumes a été publié à titre posthume.

## Principaux ouvrages
- 1640 : The whole Book of Job paraphrased (Londres, Edw. Griffin).
- 1641 : Vindiciæ Sabbathi.
- Notes courtes sur le livre des Psaumes.